# Ни црно ни бело
„Ни црно ни бело” је југословенска телевизијска серија снимљена 1967. године у продукцији Телевизије Београд.

## Улоге
| Глумац            | Улога   |
| ----------------- | ------- |
| Милутин Бутковић  |         |
| Оља Грастић       |         |
| Александар Груден |         |
| Драган Лаковић    |         |
| Милан Милошевић   | Шуменко |
| Божидар Стошић    |         |

Комплетна ТВ екипа ▼
| Редитељ     | Србољуб Станковић  |
| Сценариста  | Александар Поповић |
| Композитор  | Зоран Христић      |
| Сценограф   | Гордана Поповић    |
| Костимограф | Јелисавета Гобецки |